# أبو بكر تراوري
أبو بكر تراوري (بالفرنسية: Aboubacar Traoré)‏ (10 ديسمبر 1992 ببوركينا فاسو - ) هو لاعب كرة قدم باركينسي في مركز الوسط. لعب مع سانتوس واغادوغو.

## وصلات خارجية
- أبو بكر تراوري على موقع قاعدة بيانات كرة القدم.إي يو (الإنجليزية)